# Emil Schlee
Emil Schlee (* 21. Oktober 1922 in Schwerin; † 26. Februar 2009 in Schwentinental) war ein deutscher Politiker (CDU, REP) und Historiker.

## Werdegang
Nach dem Abitur im Jahr 1940 war Emil Schlee Soldat im Zweiten Weltkrieg von 1940 bis 1944. Als Offizier wurde er an der Ostfront eingesetzt und mehrfach verwundet. Von 1944 bis 1949 war er in sowjetischer Kriegsgefangenschaft. 1950 begann er ein Studium der Kulturwissenschaften (Erdkunde, Geschichte, Germanistik, Politik, Sport) an der Johann Wolfgang Goethe-Universität Frankfurt am Main und legte 1952 das Sportlehrerexamen ab. Nach dem Staatsexamen 1957 wurde er wissenschaftlicher Assistent. 1960 legte er das Assessorexamen ab und war danach als Gymnasiallehrer in Frankfurt und in Offenbach am Main im Schuldienst tätig. 1963 wurde er Studienrat, 1965 Oberstudienrat. Von 1961 bis 1966 studierte er neben dem Schuldienst an der Universität Mainz Pädagogik, Geschichte, Soziologie, Anthropologie und Politik.
1961 wurde er Hauptmann der Reserve der Bundeswehr. Als Reserveoffizier war er im Führungsstab der Bundeswehr für Innere Führung in Koblenz tätig. Er war von 1963 bis 1967 Mitglied im Beirat für Fragen der Inneren Führung beim Bundesministerium der Verteidigung.
1966 wurde er Dozent und 1967 Professor an der Universität Mainz. Er war dort stellvertretender Direktor und Leiter der sporthistorischen und -soziologischen Abteilung. 1974 nahm er einen Lehrauftrag an der Christian-Albrechts-Universität zu Kiel wahr.
Schlee engagierte sich lange Jahre in den Vertriebenenverbänden. So war er Vizepräsident des Bundes der Mitteldeutschen. In der Landsmannschaft Mecklenburg wirkte Schlee als zweiter stellvertretender Bundesvorsitzender (von 1972 bis 1978), Vorsitzender des Landesverbandes Schleswig-Holstein (von 1978 bis 1981) und  Bundesvorsitzender und Sprecher (von 1981 bis 1986). Zusammen mit Ulf Kretschmann und Fritz von Randow gehörte er zu den führenden Personen des „Traditionsverbands Lützower Jäger von 1813“. Von 1986 bis zu seinem Tod war Schlee Ehrenmitglied der Landsmannschaft Mecklenburg.

## Politik
1967 trat Emil Schlee in die CDU ein. Er war ab 1969 Vorsitzender des Landessportbeirates der CDU Hessen, stellvertretender Bundesvorsitzender des CDU-Bundesfachausschusses Sport und stellvertretender Bezirksvorsitzender des Bezirks Hessen Süd der CDU.
Von 1969 bis 1971 war er Vorsitzender der Gemeindevertretung von Ober-Roden. Von 1972 bis 1974 gehörte er der Gemeindevertretung von Heubach (Odenwald) an.
Vom 1. Dezember 1970 bis zum 1. Oktober 1974 saß er für die CDU im Hessischen Landtag. Von 1979 bis 1985 war er in Schleswig-Holstein Ministerialrat und Landesbeauftragter für Vertriebene und Flüchtlinge. 1984 trat er aus der CDU aus und schloss sich der Bürgergruppe Patrioten für Deutschland des Amerikaners Lyndon LaRouche an. Zusammen mit Helga Zepp-LaRouche gründete er das Wahlbündnis Patrioten für Deutschland (vgl. Bürgerrechtsbewegung Solidarität). 1987 schloss er sich den Republikanern an und wurde Vorsitzender des Landesverbands Schleswig-Holstein. 1989 wurde er für die REP ins Europäische Parlament gewählt und gehörte der Technischen Fraktion der Europäischen Rechten an. 1992 verließ er die REP, blieb aber bis zum Ende der Legislaturperiode 1994 Mitglied des Europäischen Parlaments.
Schlee schrieb am 1. April 1992 an den damaligen Doktoranden am Max-Planck-Institut für Festkörperforschung Germar Rudolf, der im Rahmen eines Gerichtsstreites von der Verteidigung des Generalmajors Otto Ernst Remer mit der Erstellung eines Gutachtens beauftragt worden war und das bekannte Rudolf-Gutachten (vgl. Holocaustleugnung) verfasst hatte, folgende Zeilen:
„In Ruhe habe ich Ihre Studie gelesen! Es macht Hoffnung wahrzunehmen, daß ein Vertreter der jüngeren Generation unvoreingenommen, mit wissenschaftlicher Gründlichkeit, erkennbar großer Fachkenntnis und entsprechender Forscherneugier sich mutig auf den Weg macht, in einer weltweit umstrittenen Frage der Sache auf den Grund zu gehen! Klar und eindeutig das Ergebnis! Wahre Sachverhalte lassen sich auf Dauer nicht unterdrücken! Ich wünsche Ihrer Arbeit, daß sie den Durchbruch schafft!“
1993 war er Mitbegründer und 1. Vorsitzender der konservativen Kleinpartei Aufbruch 94 – Deutscher Freier Wählerbund.
Schlee publizierte vorwiegend über geschichtliche und politische Themen.

## Auszeichnungen
Im Mai 1983 wurde Schlee mit dem Verdienstkreuz 1. Klasse, Verdienstorden der Bundesrepublik Deutschland, ausgezeichnet.